# Megalastrum canescens
Megalastrum canescens är en träjonväxtart som först beskrevs av Kze. och Georg Heinrich Mettenius, och fick sitt nu gällande namn av Alan Reid Smith och R. C. Moran. Megalastrum canescens ingår i släktet Megalastrum och familjen Dryopteridaceae. Inga underarter finns listade.